# أليف (لاعب كرة قدم)
أليف دوس سانتوس سالدانها (بالبرتغالية: Alef dos Santos Saldanha‏) (ولد في 28 يناير 1995) هو لاعب كرة قدم محترف برازيلي يلعب كلاعب خط وسط لأبولون ليماسول القبرصي على سبيل الإعارة من سبورتينغ براغا ب البرتغالي.

## مسيرة الأندية
بدأ مسيرته المهنية مع نادي بونتي بريتا في عام 2013 ثم انضم إلى أولمبيك مارسيليا ب على سبيل الإعارة لمدة عام مع خيار الشراء.
في يوليو 2015 وقع أليف عقدا مع سبورتينغ براغا صالحا للمواسم الخمسة المقبلة.
في 5 يوليو 2017 انضم إلى أبولون ليماسول من الدوري القبرصي الدرجة الأولى بإعارة لمدة موسم كامل.
في الموسم التالي تم إعارته لنادي أيك أثينا الذي يلعب في دوري السوبر اليوناني.

## مسيرة المنتخب
شارك أليف في كأس العالم تحت 20 سنة لكرة القدم 2015 مع البرازيل.